# Phyllagathis stenophylla
Phyllagathis stenophylla är en tvåhjärtbladig växtart som först beskrevs av Elmer Drew Merrill och Woon Young Chun, och fick sitt nu gällande namn av Hui Lin Li. Phyllagathis stenophylla ingår i släktet Phyllagathis och familjen Melastomataceae. Inga underarter finns listade i Catalogue of Life.